# 용산가족공원
용산가족공원(龍山家族公園, Korea Yongsan Family Park) 혹은 용산공원(龍山公園,  Yongsan Park)은 1992년 용산구 용산동에 조성된 공원이다. 인근에 국립중앙박물관이 위치한다.

## 개요
임진왜란 때에는 일본군의 병참기지, 임오군란 때에는 청군의 주둔지로 사용되었던 곳이다. 일제강점기부터 광복을 맞이하기 전까지 일본군이 사용하였고, 한국 전쟁 이후로는 주한 미군의 용산 기지로 쓰이면서 국제 연합군 사령부(UNC)과 한미연합사령부(CFC), 주한 미군 사령부가 자리잡았었다. 1992년에 서울특별시청에서 부지를 인수하여 공원으로 꾸몄다. 인근에 국립중앙박물관이 있다.

## 환경
탁 트인 잔디밭과 작은 연못들이 있고, 그 사이로 산책로가 있다. 2만 7천여평의 대지에 잔디광장, 연못 등을 갖춘 용산 공원은 청둥오리, 호로새, 흰빰 청둥오리, 거위 등을 방사하고, 은행나무·느티나무·산사나무·구상나무 등 80종 1만 5천주의 나무를 심어 자연학습장으로 이용할 수 있다. 내부에는 맨발공원, 연못, 산책로, 광장, 태극기공원 등이 조성되어 있고, 조각품이 야외에 전시되어 있다.

## 갤러리

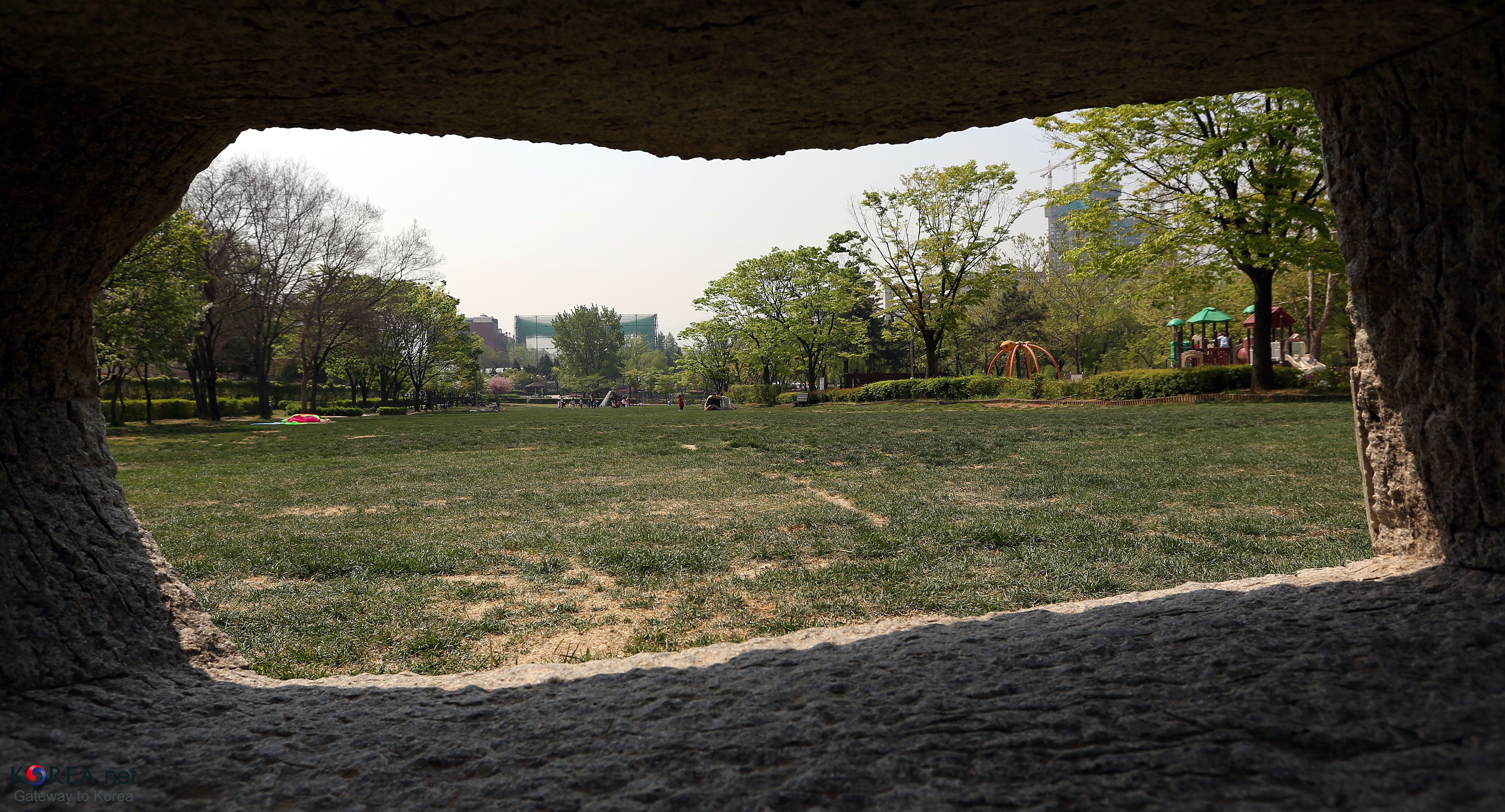

## 참고 자료
본 문서에는 서울특별시에서 지식공유 프로젝트를 통해 퍼블릭 도메인으로 공개한 저작물을 기초로 작성된 내용이 포함되어 있습니다.